# Avenay
Avenay är en kommun i departementet Calvados i regionen Normandie i norra Frankrike. Kommunen ligger i kantonen Évrecy som ligger i arrondissementet Caen. År 2022 hade Avenay 561 invånare.

## Befolkningsutveckling
Antalet invånare i kommunen Avenay
Referens: INSEE